# María (Espanha)
María é um município da Espanha na província de Almería, comunidade autônoma da Andaluzia, de área 225 km² com população de 1464 habitantes (2009) e densidade populacional de 6,51 hab/km².

## Demografia
| Variação demográfica do município entre 1996 e 2008 | Variação demográfica do município entre 1996 e 2008 | Variação demográfica do município entre 1996 e 2008 | Variação demográfica do município entre 1996 e 2008 |
| --------------------------------------------------- | --------------------------------------------------- | --------------------------------------------------- | --------------------------------------------------- |
| 1996                                                | 2001                                                | 2004                                                | 2008                                                |
| 1658                                                | 1643                                                | 1575                                                | 1484                                                |